# Munay
Munay es el quinto álbum de estudio de la cantante y compositora malagueña Vanesa Martín y el cuarto con la discográfica Warner Music. Su lanzamiento se llevó a cabo en 2016. Cuenta con la dirección y producción de Eric Rosse. El disco fue mezclado y masterizado por Chris Reynolds. El disco fue grabado en Squawkbox Studios (Los Ángeles), Cyclops Sound (Van Nuys) y Sunset Sound (Hollywood). Contó con la colaboración de Manuel Medrano para la canción Complicidad.
Según Vanesa Martín, la palabra Munay es un concepto quechua que significa el poder del amor, refiriéndose a un amor incondicional, es un acto de vida, de toma de conciencia y de esa fuerza arrebatadora que nos hace seguir creciendo y demandando esencia.
Este álbum logró superar las 80.000 copias vendidas, lo cual le sirvió a Vanesa Martín para conseguir doble disco de platino. «Complicidad», primer sencillo del disco, se mantuvo varias semanas como sencillo más vendido en iTunes y Munay se colocó entre los discos más vendidos del año en España.

## Sencillos
El primer sencillo Complicidad fue publicado el 17 de septiembre de 2016, y el videoclip fue publicado el 14 de octubre del mismo año. Este tema fue compuesto por Vanesa Martín como el resto de las canciones del álbum. El sencillo tuvo una gran acogida entre el público y a día de hoy cuenta con más de 15 millones de visualizaciones en YouTube. En esta ocasión Vanesa ha querido volver a trabajar con el director Gus Carballo, con el que ya había colaborado en el vídeo de “Sin saber por qué”.
El segundo sencillo Te has perdido quién soy fue publicado el 3 de abril de 2017. Vanesa Martín dice que su canción "Te has perdido quién soy" nació como un poema y ha acabado convirtiéndose en una de las canciones más especiales de Munay. Seguro que, por eso, apostó por añadirle un vídeo que ha sido dirigido por Mario Ruiz.

## Listado de canciones
| N.º | Título                             | Escritor(es)                     | Duración |  |
| 1.  | «Complicidad»                      | Vanesa Martín                    |          |  |
| 2.  | «Ya»                               | Vanesa Martín                    |          |  |
| 3.  | «Si me abrazaras»                  | Vanesa Martín                    |          |  |
| 4.  | «Inmunes»                          | Vanesa Martín                    |          |  |
| 5.  | «Que se entere Madrid»             | Vanesa Martín                    |          |  |
| 6.  | «Santo y seña»                     | Vanesa Martín                    |          |  |
| 7.  | «Te has perdido quién soy»         | Vanesa Martín                    |          |  |
| 8.  | «Nunca me conoció»                 | Vanesa Martín                    |          |  |
| 9.  | «Sucederá»                         | Vanesa Martín                    |          |  |
| 10. | «Descubrí»                         | Vanesa Martín                    |          |  |
| 11. | «El amor no se explica»            | Vanesa Martín                    |          |  |
| 12. | «Manzanas envenenadas»             | Vanesa Martín, David Santisteban |          |  |
| 13. | «Porque queramos vernos»           | Vanesa Martín                    |          |  |
| 14. | «Complicidad» (con Manuel Medrano) | Vanesa Martín                    |          |  |

## Certificaciones
| Certificación | Ventas         |
| ------------- | -------------- |
| 2x Platino    | +80 000 copias |